# Croton setigerus
Espèce
Classification APG III (2009)
Croton setigerus est une espèce de plantes à fleurs du genre Croton et de la famille des Euphorbiaceae, présente de l'ouest des États-Unis jusqu'au Mexique (Baja California).

## Synonymes
- Eremocarpus setigerus (Hook.) Benth.
- Piscaria setigera (Hook.) Piper

## Remarque
William Jackson Hooker a décrit l'espèce sous le nom de Croton setigerus, ce qui constitue une petite faute de latin. Le nom est parfois rectifié en Croton setiger, néanmoins la rectification n'a pas été officialisée.